# Акименко Олександр Іванович
Олександр Іванович Акименко (нар. 29 листопада 1947, м. Балаклія, Харківська область) — український фізик. Доктор фізико-математичних наук (1987).

## Біографічні відомості
Народився 29 листопада 1947 у м. Балаклія Харківської області. За фахом фізик. Закінчив Харківський університет у 1970 р., де й працював до 1971.
У 1971–72 працював у Харківському авіаційному інституті.
З 1972 по 1978 рік — у Харківському НДІ метрології.
Від 1978 року — у Фізико-технічному інституті низьких температур Національної Академії Наук України, де з 1984 року працює старшим науковим співробітником.
Досліджує властивості джозефсонівських переходів у субміліметровому хвильовому діапазоні; функцію взаємодії провідників з магнонами і магнітними екситонами, енергетичний спектр квазічастинок високотемпературних провідників. Доктор фізико-математичних наук (1987).
Запропонував новий спосіб формування розривних тунельних переходів.

## Основні праці
- Микроконтактная спектроскопия магнонов в металлах // Письма в ЖЭТФ. 1980. Т. 31, № 4;
- Point-contact noise spectroscopy of phonons in metals // J. Low Temp. Phys. 1984. Vol. 54, № 3/4 (співавтор);
- Макроконтактная спектроскопия кристаллического поля в PrNi5 // ФТТ. 1984. Т. 26, № 8 (співавтор);
- Tunneling conductance of break-junction with the (100) plane fracture surface of Bi2Sr2CaCu2О8 // J. Low Temp. Phys. 1997. Vol. 107, № 5/6 (співавтор).